# Nobuyoshi Nakamura
Nobuyoshi Nakamura (なかむらのぶよし Nakamura Nobuyoshi?) (2 de febrero de 1976) es un luchador profesional japonés, más conocido por su nombre artístico Dragon Kid.

## Carrera
Nakamura, pariente de Kensuke Shinzaki, deseó desde joven ser luchador profesional, algo por lo que fue desalentado debido a su pequeña estatura. Después de ser rechazado en el dōjō de Frontier Martial-Arts Wrestling por este motivo, Nakamura comenzó a trabajar de árbitro para la empresa. Sin embargo, al enterarse por Shinzaki de la apertura del Último Dragón Gym, un gimnasio de lucha libre en el que no había requerimientos de tamaño, Nobuyoshi no abandonó sus sueños y se ofreció a trabajar en Death Matches para ahorrar lo suficiente para mudarse a México y así entrar en él. Finalmente, Nobuyoshi lo consiguió, siendo admitido en el Gym y contratado por Toryumon.

### Toryumon (1997-2004)
Nobuyoshi debutó en Toryumon Mexico en noviembre de 1997 bajo el nombre de Dragon Kid (ドラゴン・キッド Doragon Kiddo?), usando máscara y atuendo de lucha similares a los de su maestro Último Dragón. Apareciendo en México con ese nombre y esporádicamente en World Championship Wrestling como Little Dragon, su gimmick estaba directamente basado en el de Último Dragón, aunque nunca alcanzó un nivel tan alto como el suyo.
A principios de 1999, Dragon Kid fue trasladado a Toryumon Japan, donde se alió con Magnum TOKYO para oponerse a la facción heel Crazy MAX (Shiima Nobunaga, Judo Suwa, Sumo Fuji & TARU). Kid ganó el NWA World Welterweight Championship contra Dr. Cerebro poco después, pero lo perdió ante Suwa tras dos meses, sufriendo una lesión de rodilla en la lucha. Más tarde, en 2000, Dragon Kid volvió al ring y entró en un feudo con él, intentando sin éxito recuperar el título; no obstante, Kid se vengaría derrotándole en Mask vs Hair Match, forzándole a afeitarse la cabeza. La misma noche, Dragon Kid fue atacado por el debutante Darkness Dragon.

### Dragon Gate (2004-presente)
Después de la ida de Último Dragón de la empresa, Toryumon Japan fue renombrado Dragon Gate, contratando a gran parte de los antiguos luchadores de Japan.

## En lucha
- Movimientos finales
  - Ultra Hurricanrana[2][3] (Springboard hurricanrana)[3]
  - Dragonrana[2][3] (Diving somersault hurricanrana) - 1997-2004, aún usado esporádicamente; innovado

- Movimientos de firma
  - Dragon Stunner[3] (Stunner, a veces desde una posición elevada o revirtiendo un vertical suplex del oponente)[3]
  - Satellite Dragon Stunner[3] (Tilt-a-whirl revolution headscissors stunner)
  - Déjà Vu[2][3] (Tilt-a-whirl revolution headscissors takedown, a veces realizando un springboard backflip)
  - J'amais Vu[2] (Back handstand tilt-a-whirl revolution headscissors takedown)
  - Messiah[2][3] (Tilt-a-whirl revolution headscissors DDT)
  - Jesus[5] (Springboard split-legged moonsault)
  - Christo[2][3] (Tilt-a-whirl revolution headscissors inverted armbar)
  - Hallelujah[2] (Tilt-a-whirl revolution headscissors figure four necklock)[3]
  - Bible[2][3] (Tilt-a-whirl revolution headscissors crucifix pin)
  - Bermuda Triangle[2][3] (Suicide second rope springboard moonsault pasando por encima de las cuerdas adyacentes)
  - Phoenix Splash[3] (Corkscrew 450º splash) - 1997-2004
  - Dropkick, a veces desde una posición elevada
  - Electric chair headscissors hurricanrana[3]
  - Hurricanrana,[3] a veces invertida
  - Jumping knee drop seguido de handstand knee drop
  - Kip-up
  - Running spinning heel kick a un oponente arrinconado
  - Springboard somersault stunner
  - Tiger feint kick,[3] a veces derivado en cross armbar
  - Tilt-a-whirl revolution headscissors arm drag

- Apodos
  - "Child of God"[2]

## Campeonatos y logros
- Dragon Gate
  - Dragon Gate Open the Brave Gate Championship (2 veces, actual)
  - Dragon Gate Open the Twin Gate Championship (1 vez) - con PAC
  - Dragon Gate Open the Triangle Gate Championship (5 veces) - con Ryo Saito & Genki Horiguchi (3), Shingo Takagi & Taku Iwasa (1) y CIMA & Ricochet (1)

- Toryumon
  - NWA World Welterweight Championship (1 vez)[6]
  - UWA World Trios Championship (3 veces) - con Magnum TOKYO & Ryo Saito (1), Masaaki Mochizuki & Kenichiro Arai (1) y Kenichiro Arai & Second Doi (1)[7]
  - El Número Uno (2004)

- Westside Xtreme Wrestling
  - wXw World Lightweight Championship (1 vez)[8]

- Pro Wrestling Illustrated
  - Situado en el N°160 en los PWI 500 de 2001[9]
  - Situado en el N°167 en los PWI 500 de 2002[10]
  - Situado en el N°186 en los PWI 500 de 2003[11]
  - Situado en el N°106 en los PWI 500 de 2006[12]
  - Situado en el N°181 en los PWI 500 de 2008[13]
  - Situado en el Nº242 en los PWI 500 de 2010[14]

- Wrestling Observer Newsletter
  - Lucha de 5 estrellas (2006) con Genki Horiguchi & Ryo Saito contra CIMA, Naruki Doi & Masato Yoshino (ROH Supercard of Honor, 31 de marzo)[15]
  - Mejor luchador aéreo (2001)[15]
  - Mejor movimiento de lucha (1999) Dragonrana[15]
  - Mejor movimiento de lucha (2000) Dragonrana[15]
  - Lucha del año (2006) con Genki Horiguchi & Ryo Saito contra CIMA, Naruki Doi & Masato Yoshino (ROH Supercard of Honor, 31 de marzo)[15]